# Christian Wiedemann

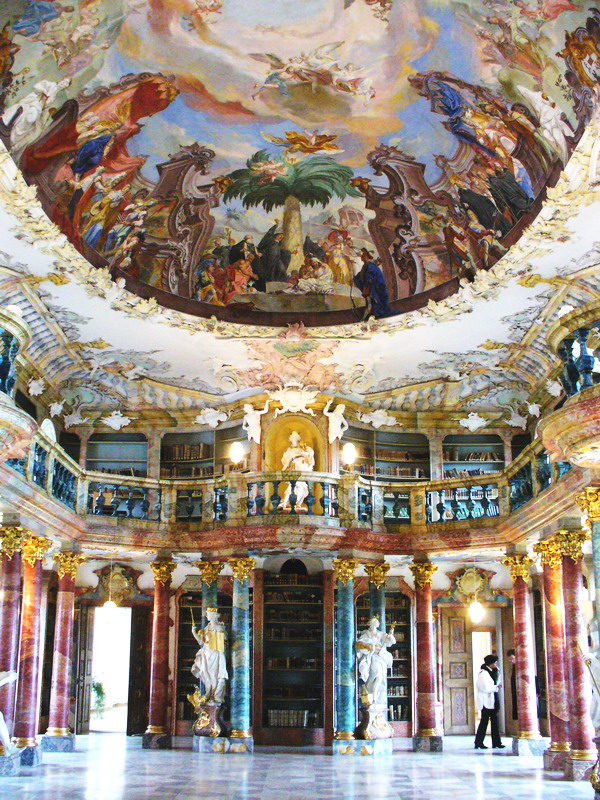
Bibliotekssalen i benediktinerklostret Wiblingen i Ulm

Christian Wiedemann, född 20 december 1678 i Unterelchingen i Bayern, död 21 oktober 1739 i Oberelchingen, var en tysk arkitekt.
Christian Wiedemann föddes i en tysk byggmästare- och stuckatörssläkt i Bayern. Han var son till Johann Wiedemann den yngre (1654–1729) och bror till Johann Georg Wiedemann (1682–1743) och Matthias Wiedemann (1681–1703). Han blev den mest kände byggmästaren i släkten.
Sitt första stora uppdrag fick han som ung byggmästare, för benediktinerklostret i Wiblingen 1702. År 1714 följde detta av ett ytterligare, och större uppdrag för klostret, nämligen planeringen av en större utbyggnad av klostret. Bygget genomfördes dels i en omgång 1724−1728, dels från 1732 med den västra flygeln. Denna slutfördes av Johann Baptist Wiedemann (1715−1773), som inte var släkt med Christian Wiedemann, och blev klar 1759.
En praktfull del av utbyggnadsprojektet för klostret i Wiblingen var biblioteket. Den två våningar höga bibliotekssalen ligger i norra flygeln. Takmålningarna i biblioteket gjordes av Januarius Zick. 